# Univerzitní knihovna v Bratislavě

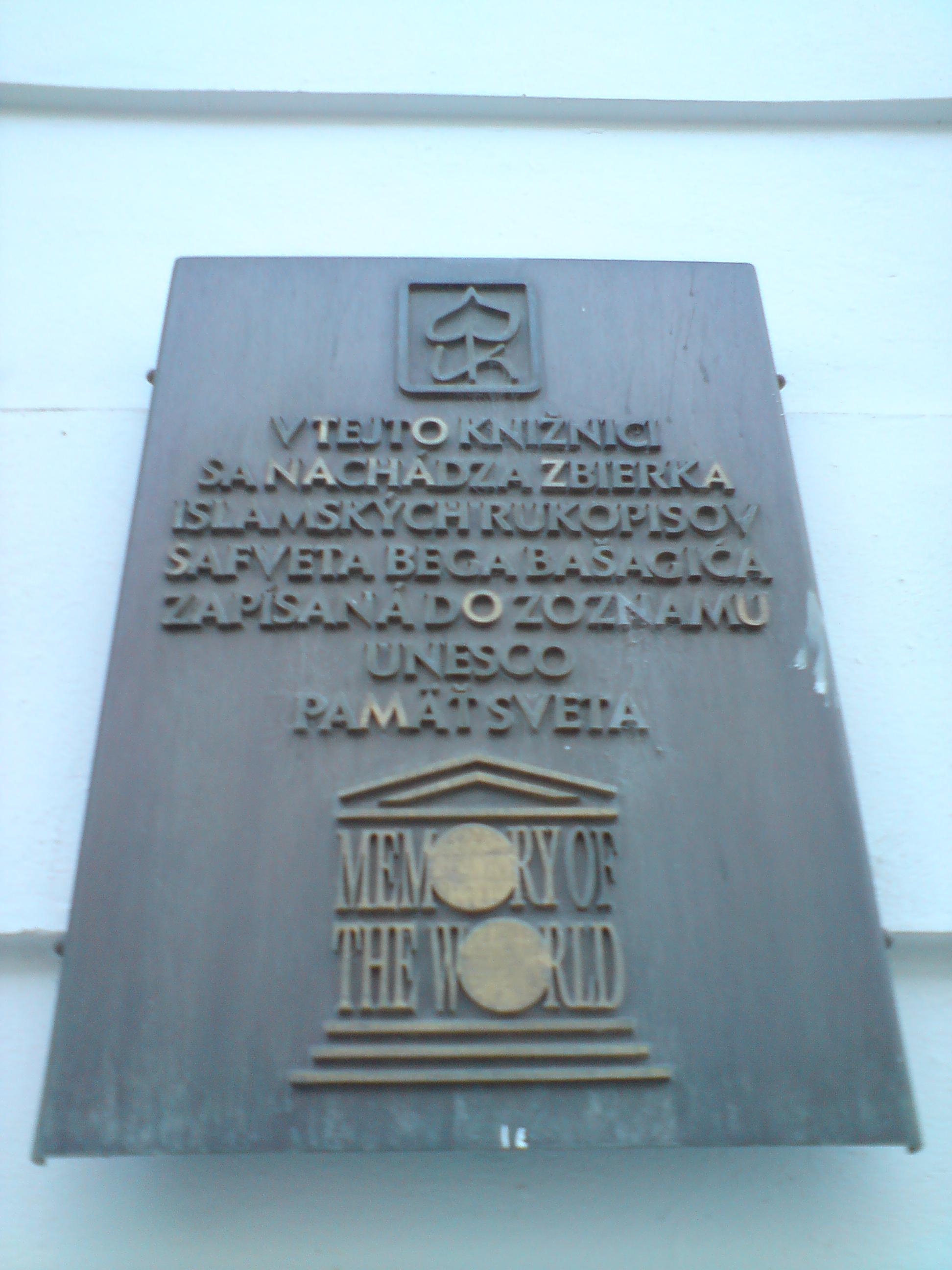
Tabule informující o kulturní památce UNESCO v knihovně

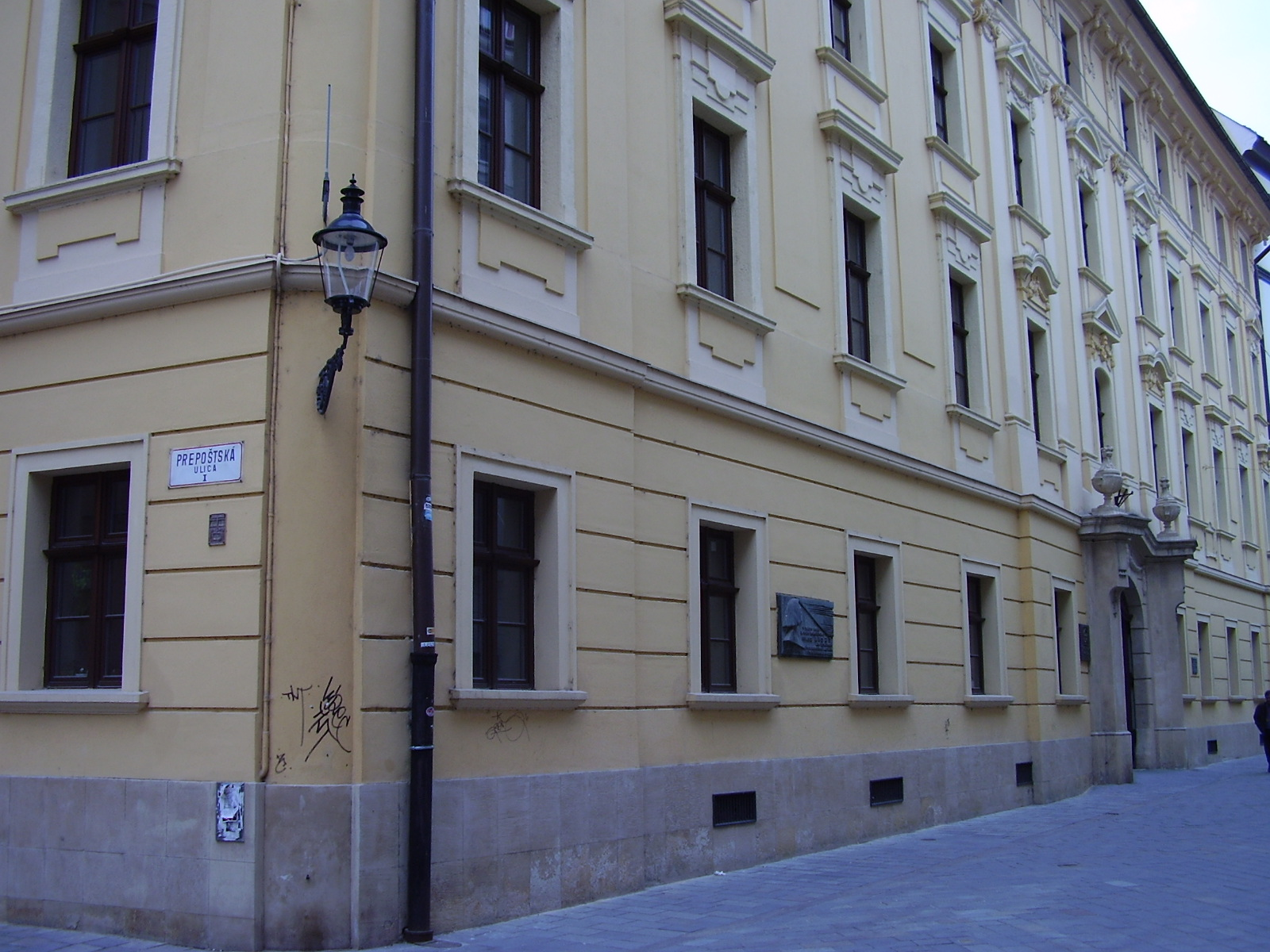
Budova knihovny na Ventúrské ulici

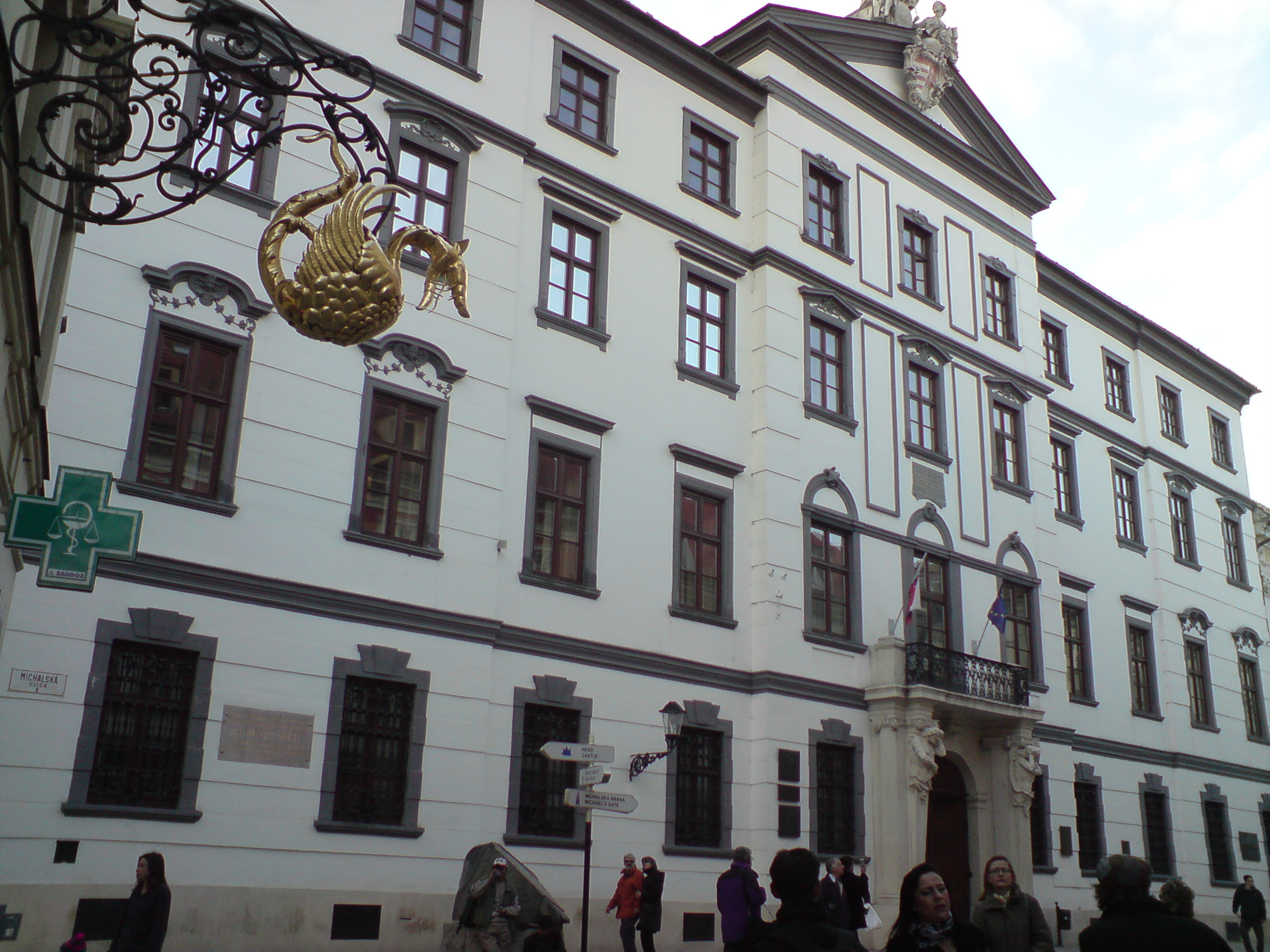
Budova knihovny na Michalské ulici

Univerzitní knihovna v Bratislavě (slovensky Univerzitná knižnica v Bratislave) je nejstarší a největší vědecká knihovna ve Slovenské republice.
Vznikla v roce 1919 z Alžbětině knihovně jako Knihovna Univerzity Komenského. Souběžně s akademickým posláním plnila do roku 1954 funkci národní knihovny. Již v roce svého vzniku získala právo na povinný výtisk knih a periodik z území Slovenska. Od roku 1954 je samostatnou vědeckou knihovnou sloužící široké veřejnosti. Ponechala si však název Univerzitní knihovna, protože vyjadřuje její historii, širokou profilaci fondu i uživatelského zázemí; pod tímto názvem se stala známou v zahraničí. Z klasické knihovny se postupně přetvořila na moderní knihovnicko-informační instituci.
Univerzitní knihovna je ústřední vládní knihovnou, která zajišťuje rozvoj vědy, kultury a vzdělávání. Obsahuje přes 2 000 000 knihovních jednotek, do jejího fondu patří i soubor dokumentů OSN a UNESCO. Obsahuje slovenské i zahraniční disertační práce, sbírky rukopisů a různých tiskovin z 15. a 16. století z evropských literatur a samozřejmě široké spektrum periodik. Vytváří celostátní evidenci zahraniční literatury, vydává stanoviska k vývozu literatury podobně jako Slovenská národní knihovna. Uživateli mohou být občané Slovenska a zahraniční uživatelé po splnení příslušních podmínek registrace od 15 let. Knihovna poskytuje všechny knihovnické služby.
V knihovně se nachází i sbírka islámských rukopisů Safveta-beg Bašagiće zapsaná do seznamu UNESCO Paměť světa.

## Univerzitní knihovna a její rekonstrukce
Nepřipravenost komplexu budov na aplikaci nových technologií si vyžádala zásadní rekonstrukci. Šlo o největší rekonstrukci v historickém jádru Bratislavy, která probíhala ve třech etapách. Projekt s názvem „Multifunkční kulturní a knihovnické centrum - Obnova a revitalizace historických budov Univerzitní knihovny v Bratislavě“ povýšil Universitní knihovnu na moderní knihovnicko-informační instituci. Nové dispoziční řešení umožnilo vytvoření prostor pro setkávání lidí z různých odvětví a úrovní, od studentů až po vědecké pracovníky. Téměř celý prostor rekonstruovaných objektů je bezbariérový. Filozofie nového řešení udělala z multifunkčního kulturně-knihovního centra jedno z kulturních center pěší zóny na Ventúrské ulici.
Při rekonstrukci objektu Klarisek se uplatnila spolupráce architektů a památkových orgánů. Dnes jsou zde umístěny nejvzácnější a nejstarší sbírky Univerzitní knihovny v Bratislavě a jsou většinou přístupné i pro širokou veřejnost. Během rekonstrukce byly obnoveny prostory klášterního dvora společně s rajskou zahradou a do přízemí byly umístěny přednáškové sály, šatna, bufet a prostor Rady Evropy.
Autorem projektu uherské královské komory byl císařský architekt G. B. Martinelli a stavba objektu proběhla v letech 1753–1756. Zasedání uherské královské komory se zde konalo během let 1802-1848. Rekonstrukce tohoto objektu otevřela vstup do budovy a na nádvoří. Prostor Paláce uherské královské komory byl zpřístupněn veřejnosti v roce 2005.
Architektem paláce Leopolda de Pauliho byl František Römish. Výstavba objektu byla realizována v letech 1775–1776. Větší rekonstrukce proběhla již v šedesátých letech 20. století, kdy byly ponechány jen pavlače a fasáda. Dnes je do těchto míst po opětovné rekonstrukci situováno jádro multimediálního centra. Ústřední prostor je překryt a lemován studovnami. V zadní části je napojen na prostor Lisztovy zahrady a pavilonu. Zde se úprava držela původní barokní kompozice. Nové prostory jsou věnovány komorním hudebním akcím. Prostor Paláce Leopolda de Pauliho byl zpřístupněn veřejnosti v roce 2005. Prostor Lisztových zahrad byl zpřístupněn veřejnosti v roce 2006.
Původní autoři
Klarisky
- Architekt: neznámý
- Rekonstrukce 1637-1640 podle italského stavitele Jakuba Ravy
- Rekonstrukce věže: arch. Fridrich Schulek

Palác Uherské královské komory
- Architekt: císařský architekt G. B. Martinelli

Palác Leopolda de Pauliho
- Architekt: František Römish

Autoři rekonstrukce 2001 – 2005
- Autoři: Doc. Ján Bahna a Doc. Vladimír Šimkovič
- Spolupracovníci: arch. Wanda Ižáková a Rastislav Moravčík
- Investor: Univerzitní knihovna v Bratislavě
- Realizace: Hornex 2001-2005
- Místo: Bratislava, Staré Město

Umístění
Mezi objekty Univerzitní knihovny v Bratislavě patří:
- Bývalý klášter Klarisek – Klariská ulice 3-5
- Objekt uherské královské komory – Michalská ulice 1 a Ventúrská ulice 13
- Palác Leopolda de Pauliho – Ventúrská ulice 11
- Podzemní sklady, Nové sklady, Lisztův pavilón a Lisztova zahrada – Ventúrská ulice 11